# Record d'Europe de natation dames du 4 × 50 mètres 4 nages
Progression du record d'Europe de natation sportive dames pour l'épreuve du 4 × 50 mètres 4 nages (en bassin de 25 mètres uniquement).

## Bassin de 25 mètres
| Temps             | Laps    | Athlète               | Naissance | Âge | Équipe    | Compétition               | Lieu      | Date             |
| ----------------- | ------- | --------------------- | --------- | --- | --------- | ------------------------- | --------- | ---------------- |
| 1 min 52 s 44     |         |                       |           |     | Allemagne |                           |           |                  |
| -----             |         |                       |           |     |           |                           |           |                  |
| 1 min 50 s 13     |         |                       |           |     | Allemagne | Championnats d'Europe (f) | Sheffield | 13 décembre 1998 |
| -----             |         |                       |           |     |           |                           |           |                  |
| 1 min 49 s 47     |         |                       |           |     | Suède     | Championnats d'Europe     | Lisbonne  | 12 décembre 1999 |
| 1 min 48 s 31     |         |                       |           |     | Suède     | Championnats d'Europe     | Valence   | 16 décembre 2000 |
|                   | 27 s 71 | Therese Alshammar     | 1977      | 23  |           |                           |           |                  |
|                   | 30 s 92 | Emma Igelström        | 1980      | 20  |           |                           |           |                  |
|                   | 25 s 33 | Anna-Karin Kammerling | 1980      | 20  |           |                           |           |                  |
|                   | 24 s 35 | Johanna Sjöberg       | 1978      | 22  |           |                           |           |                  |
| 1 min 48 s 21     |         |                       |           |     | Pays-Bas  | Championnats d'Europe (f) | Vienne    | 11 décembre 2004 |
|                   | 27 s 99 | Hinkelien Schreuder   | 1984      | 20  |           |                           |           |                  |
|                   | 30 s 66 | Moniek Nijhuis        | 1988      | 16  |           |                           |           |                  |
|                   | 26 s 06 | Inge Dekker           | 1985      | 19  |           |                           |           |                  |
|                   | 23 s 50 | Marleen Veldhuis      | 1979      | 25  |           |                           |           |                  |
| 1 min 47 s 44     |         |                       |           |     | Pays-Bas  | Championnats d'Europe (f) | Trieste   | 10 décembre 2005 |
|                   | 27 s 77 | Hinkelien Schreuder   | 1984      | 21  |           |                           |           |                  |
|                   | 30 s 78 | Moniek Nijhuis        | 1988      | 17  |           |                           |           |                  |
|                   | 25 s 63 | Inge Dekker           | 1985      | 20  |           |                           |           |                  |
|                   | 23 s 26 | Marleen Veldhuis      | 1979      | 26  |           |                           |           |                  |
| 1 min 46 s 67     |         |                       |           |     | Allemagne | Championnats d'Europe (f) | Debrecen  | 15 décembre 2007 |
|                   | 27 s 19 | Janine Pietsch        |           |     |           |                           |           |                  |
|                   | 29 s 64 | Janne Schäfer         |           |     |           |                           |           |                  |
|                   | 26 s 52 | Annika Mehlhorn       |           |     |           |                           |           |                  |
|                   | 23 s 32 | Britta Steffen        |           |     |           |                           |           |                  |
| 1 min 45 s 73     |         |                       |           |     | Pays-Bas  | Championnats d'Europe (f) | Rijeka    | 13 décembre 2008 |
|                   | 27 s 36 | Ranomi Kromowidjojo   |           |     |           |                           |           |                  |
|                   | 30 s 09 | Moniek Nijhuis        |           |     |           |                           |           |                  |
|                   | 25 s 23 | Hinkelien Schreuder   |           |     |           |                           |           |                  |
|                   | 23 s 05 | Marleen Veldhuis      | 1979      | 29  |           |                           |           |                  |
| 1 min 42 s 69     |         |                       |           |     | Pays-Bas  | Championnats d'Europe (f) | Istanbul  | 12 décembre 2009 |
|                   | 26 s 32 | Hinkelien Schreuder   |           |     |           |                           |           |                  |
|                   | 29 s 16 | Moniek Nijhuis        |           |     |           |                           |           |                  |
|                   | 24 s 51 | Inge Dekker           |           |     |           |                           |           |                  |
|                   | 22 s 70 | Ranomi Kromowidjojo   |           |     |           |                           |           |                  |
| 1 min 42 s 38 RM= |         |                       |           |     | Suède     | Championnats du monde (f) | Abou Dabi | 17 décembre 2021 |
|                   | 25 s 91 | Louise Hansson        | 1996      | 25  |           |                           |           |                  |
|                   | 29 s 07 | Sophie Hansson        | 1998      | 23  |           |                           |           |                  |
|                   | 23 s 96 | Sarah Sjöström        | 1993      | 28  |           |                           |           |                  |
|                   | 23 s 44 | Michelle Coleman      | 1993      | 28  |           |                           |           |                  |